# جردى
الجُرْدَى (الاسم العلمي: Ochradenus) هي جنس من النباتات يتبع الفصيلة البليحائية من رتبة الكرنبيات.

## أنواع الجردى
- جردى أوشرية
- جردى بواسييه
- جردى توتية
- جردى سوقطرية
- جردى صغيرة
- جردى صومالية
- جردى عربية
- جردى منقارية
- (الاسم العلمي:Ochradenus dewitii)
- (الاسم العلمي:Ochradenus gifrii)
- (الاسم العلمي:Ochradenus harsusiticus)
- (الاسم العلمي:Ochradenus ochradeni)
- (الاسم العلمي:Ochradenus randonioides)
- (الاسم العلمي:Ochradenus spartioides)